# UGC 1382
UGC 1382 è una galassia a spirale del tipo a bassa luminosità superficiale (LSB galaxy), situata nella costellazione della Balena alla distanza di circa 250 milioni di anni luce dalla Terra.
Ritenuta alla sua scoperta una galassia ellittica, grazie agli strumenti del telescopio spaziale Galaxy Evolution Explorer (GALEX), combinando i dati ottenuti nella regione dell'ottico e dell'ultravioletto sono stati identificati prima i bracci tipici delle galassie a spirale e poi le sue enormi dimensioni, tali da primeggiare con Malin 1.
Le galassie a bassa luminosità superficiale hanno una struttura costituita da due componenti: un disco galattico ad elevata luminosità superficiale circondato da un più esteso disco di idrogeno (HI) a bassa luminosità superficiale. Nella galassia UGC 1382 il disco interno ha un raggio effettivo di circa 38 kiloparsec, mentre quello di idrogeno ha un raggio di 110 kiloparsec.
La massa stellare complessiva è stimata in 8 x 1010 masse solari. Inoltre tutto il sistema si trova in un massiccio alone di materia oscura di almeno 2 x 1012 masse solari.
UGC 1382 si trova in una posizione piuttosto isolata e si ritiene che, grazie a questa condizione, abbia mantenuto le sue caratteristiche sostanzialmente immutate nel tempo. All'accrescimento del disco a bassa luminosità superficiale hanno probabilmente contribuito galassie nane a bassa luminosità superficiale ricche di gas.